# Hàn Thành, Vị Nam
Hàn Thành (chữ Hán phồn thể: 韓城市, chữ Hán giản thể:) là một thành phố cấp phó địa khu thuộc địa cấp thị Vị Nam, tỉnh Thiểm Tây, Cộng hòa Nhân dân Trung Hoa. Tên cổ là Long Môn, Tây Chu thuộc ấp Hàn Hầu Phong. Thời Xuân Thu thuộc Tấn quốc, thời Chiến Quốc thuộc Ngụy quốc, cuối thời Chiến Quốc lập huyện Hạ Dương, đến thời nhà Tùy đổi thành Hàn Thành. Năm 1983 lập thành phố cấp phó địa khu trên cơ sở huyện này. Thành phố Hàn Thành có diện tích 1621 ki-lô-mét vuông, dân số 390.000 người. Mã số bưu chính là 715400. Mã vùng điện thoại là 0913. Đây là nơi sinh của nhà sử học nổi tiếng Trung Quốc Tư Mã Thiên, tác giả của Sử ký Tư Mã Thiên. Thành phố này là nơi khai thác than đá. Ở đây có nhà máy nhiệt điện công suất 2400 MW.